# Abulisjön
Abulisjön (georgiska: აბულის ტბა, Abulis tba) är en sjö i Georgien. Den ligger i regionen Samtsche-Dzjavachetien, i den centrala delen av landet, 110 km väster om huvudstaden Tbilisi. Abulisjön ligger 2 180 meter över havet.